# Hroznýšek pestrý
Hroznýšek pestrý (Gongylophis colubrinus) je hroznýšovitý had patřící do rodu Gongylophis. Popsal jej Carl Linné roku 1758 a jsou známy dva poddruhy: Gongylophis colubrinus colubrinus a Gongylophis colubrinus loveridgei (hroznýšek pestrý keňský). Vědeckými synonymy pro tento druh jsou Eryx colubrina, Eryx colubrinus, Eryx rufescens, Eryx thebaicus a Gongylophis colubrinus rufescens. Druh obývá písečné suché až polosuché oblasti severu a východu Afriky, možná i Arabský poloostrov, lze jej najít například v Čadu, Jemenu, Etiopii či Súdánu. Žije až do nadmořské výšky 1 500 m. Druh měří mezi 50 až 90 cm (přičemž samice dosahují větší velikosti než samci); je malý, ale tlustý. Ocas je krátký a hlava má klínovitý tvar, tyto adaptace pomáhají hadovi pohybovat se v písku. Tělo je pokryto malými hladkými šupinami a má zbarvení od světložluté až po hnědou, břicho je zabarveno krémově až bíle. Na těle jsou skvrny. Jednotlivé populace mohou být zbarveny odlišně podle barvy půd, ve kterých žijí. Hroznýšek pestrý se podobá asijskému hroznýškovi skvrnitému (Gongylophis conicus).
Den obyčejně druh tráví zahrabán v písku, na lov vychází v noci. Konzumuje malé savce, ještěrky či ptáky. Loví ze zálohy a na kořist útočí vynořením z písku. Obvykle ji udusí ve smyčkách svého těla, může ji však zadusit také ponořením do písku nebo ji polyká zaživa. Rozmnožování probíhá mezi jarem a začátkem léta, samec mnohdy musí vyhrabat samici z písečného úkrytu. Po pěti měsících od kopulace samice porodí 4 až 20 mláďat. Ta měří 17 až 20 cm a jsou barevnější než dospělci. Za dva až tři roky dosahují pohlavní dospělosti a dožívají se až deseti let (v zajetí).
Hroznýška pestrého ohrožuje ztráta přirozeného prostředí a odchyt jedinců pro chov v zajetí. Je zařazen na druhou přílohu Úmluvy o mezinárodním obchodu s ohroženými druhy volně žijících živočichů a rostlin. V zajetí je had chován v jemném písku s kameny či kůrou a nádržkou s vodou. V teráriu je vhodné udržovat teplotu 25 až 28 °C během dne, v noci by měla klesnout na teplotu pokojovou.